# Parapocryptes
Parapocryptes je  rod riba iz porodice Gobiidae. Pripada mu dvije vrste iz morskih i bočatih voda uz obale Indijskog oceana i zapadnog Pacifika.

## Vrste
1. Parapocryptes rictuosus (Valenciennes, 1837)
2. Parapocryptes serperaster (Richardson, 1846)